# Когомологии Дольбо
Когомологии Дольбо — аналог когомологий де Рама для комплексных многообразий.
Названны в честь Пьера Дольбо.
Пусть M — комплексное многообразие.
Тогда группы когомологий Дольбо {\displaystyle H^{p,q}(M,\mathbb {C} )}зависят от пары целых чисел p и q и строятся из комплексных дифференциальных форм степени (p, q).

## Построение групп когомологий
Пусть Ω p, q — векторное расслоение комплексных дифференциальных форм степени (p,q) и
{\displaystyle {\bar {\partial }}:\Gamma (\Omega ^{p,q})\to \Gamma (\Omega ^{p,q+1})}
— оператор Дольбо.
Напомним, что
{\displaystyle {\bar {\partial }}^{2}=0.}
Этот оператор можно использовать для определения когомологий.
В частности, определите когомологии как фактор-пространство
{\displaystyle H^{p,q}(M,\mathbb {C} )=\ker \left({\bar {\partial }}:\Gamma (\Omega ^{p,q},M)\to \Gamma (\Omega ^{p,q+1},M)\right)/{\bar {\partial }}\Gamma (\Omega ^{p,q-1}).}

## Теорема Дольбо
Теорема Дольбо является комплексным аналогом теоремы де Рама.
Она утвержадет, что когомологии Дольбо изоморфны когомологиям пучка пучка голоморфных дифференциальных форм.
То есть
{\displaystyle H^{p,q}(M)\cong H^{q}(M,\Omega ^{p})}
где {\displaystyle \Omega ^{p}}пучок голоморфных p-форм на M.